# Marco Cé
Marco Cé (italià: Marco Cè)  (Izano, 8 de juliol de 1925 - Venècia, 12 de maig de 2014) va ser un cardenal italià de l'Església Catòlica. Serví com a Patriarca de Venècia entre 1978 i 2002, i va ser elevat al Col·legi cardenalici el 1979.

## Biografia
Nascut a Izano, Llombardia, en el si d'una família de camperols, Cé estudià al seminari de Crema i al liceu de Lodi, i finalment a la Pontifícia Universitat Gregoriana i al Pontifici Institut Bíblic de Roma. Va obtenir un doctorat en teologia dogmàtica per la Gregoriana i una llicenciatura en Sagrada Escriptura. Cé va ser ordenat prevere per l'arquebisbe Luigi Traglia el 27 de març de 1948 a la Basílica de Sant Joan del Laterà. Quan tornà a Crema, serví com a professor d'Escriptura i com a vicerector del seminari entre 1948 i 1957, sent nomenat rector el 1958. A la seva diòcesi presidí la fundació de la Comissió Litúrgica, seguint l'actuació de la reforma litúrgica de Pau VI.
El 22 d'abril de 1970, Cé va ser nomenat bisbe auxiliar de Bolonya i bisbe titulat de Vulturia. Va rebre la seva consagració episcopal el 17 de maig següent a la catedral de Crema de mans del bisbe Carlo Manziana, amb els arquebisbes Franco Costa i Placido Cambiaghi, CRSP com a co-consagradors, iniciant el seu ministeri episcopal el 29 de juny de 1970.
Després de sis anys a l'arquebisbat de Bolonya (tot i que ostentava el càrrec de vicari general) el 21 de maig de 1976 va ser fet assistent eclesiàstic general d'Acció Catòlica.
Després de l'ascens del Papa Joan Pau I al papat i la seva mort 33 dies després, Cé va ser nomenat el seu successor com a Patriarca de Venècia pel nou Papa Joan Pau II el 7 de desembre de 1978. va ser creat cardenal prevere de San Marco al Campidoglio al consistori del 30 de juny de 1979. Cé dimití com a Patriarca el 5 de gener de 2002, i va ser un dels cardenals electors que participaren en el conclave de 2005, que trià a Benet XVI. El 2006 va ser convidat pel Papa Benet a predicat els exercicis espirituals que realitzaria amb la Cúria durant la quaresma.
A l'abril del 2014 el cardenal Cé es va trencar el fèmur. Va morir a l'Hospital Cívic de Venècia el 12 de maig de 2014 als 88 anys.